# واسوخت
واسوخت در واژه به معنی بیزاری و روگردانی از معشوق است.
و در اصطلاح ادبیات سنتی نیز به سبکی از اشعار گفته می‌شود که مضمون آن مربوط به همین رویگردانی باشد.
شاعرانی چون سعدی، امیر خسرو و وحشی بافقی و صوفی عشقری شعرهایی در سبک واسوخت سروده‌اند.
در ادبیات دورهٔ مشروطه و آغاز دورهٔ  بازگشت ادبی نیز شاعرانی چون دهخدا، شهریار و میرزادهٔ عشقی چنین شعرهایی سروده‌اند.
واسوخت شاخه‌ای از سبک قدیمی وقوع‌گویی است.
سبک وقوع‌گویی که در اوایل سدهٔ دهم هجری قمری در شعر پارسی پدید آمد، برزخی بین شعر دوره تیموری و سبک هندی بود و در این سبک شاعر آشکار و بی‌پرده زبان حال خود را واگویه می‌کرد. واسوخت شاخه‌ای از وقوع‌گویی است که دوری جستن و روی‌گردانی دلداده از دلبر را مد نظر دارد.
در واسوخت، شاعر به خاطر شکست در عشق و عدم کامیابی، از استغناء به غناء و از نیاز به ناز روی می‌آورد و به جای ستایش به سرزنش دوست می‌پردازد و بی‌وفایی او را با بی‌وفایی پاسخ می‌دهد.
شبلی نعمانی از وحشی بافقی به عنوان آغازگر این شیوه بیانی یاد می‌کند.
سبک واسوخت در ترانه‌های رپ فارسی امروزی نیز به‌کار می‌رود. ترانه‌های «واسوخت» پیشینیان زبان و واژگانی مؤدبانه با خود داشتند و امروزیان زبانی گستاخ و دشنام‌واره.
آغازگر این نوع از موسیقی پاپ ایران را آهنگ خیالی نیست شادمهر عقیلی با ترانه ای از شاهکار بینش‌پژوه و آهنگسازی و تنظیم شادمهر عقیلی دانسته‌اند.

## نمونهٔ غزل واسوخت
| دل و طبع خویش را گو که شوند نرم‌خوتر |  | که دلم بهانه‌جو شد من ازو بهانه‌جوتر    |
| گله گر کنم زخویت بجز این‌قدر نباشد   |  | که شوند اگر تو خواهی قدری ازین نکوتر  |
| همه رنگ حیله بینم پس پرده فریبت     |  | برو ای دورو که هستی زگل دورو دوروتر   |
| تو نه مرغ این شکاری پی صید دیگری رو |  | که عقاب دیگر آمد به شکار این کبوتر    |
| نه خوش‌آمد است وحشی تو غریب خوش‌ادایی |  | همه طرز تازه گویی، ز تو کیست تازه‌گوتر |
|                                     |  | (از غزلیات مولانا وحشی بافقی)         |